# Trèo cây đốm Ấn Độ
Trèo cây đốm Ấn Độ, tên khoa học Salpornis spilonotus là một loài chim trong họ Certhiidae.